# 青头鹦鹉
青头鹦鹉（学名：Psittacula himalayana）为鹦鹉科鹦鹉属的鸟类。其种加词“himalayana”意为“喜马拉雅山脉的”。分布于巴基斯坦、不丹、印度、缅甸、至中南半岛以及中国大陆的四川、云南等地，主要生活于山谷雨林、山坡疏林的阔叶林上、山林边缘地带多野果的树上以及耕地。该物种的模式产地在喜马拉雅山脉。

## 保护
- 中国国家重点保护动物等级：二级

## 亚种
- 青头鹦鹉西南亚种（学名：Psittacula himalayana finschii）。分布于自印度经缅甸至中南半岛以及中国大陆的四川、云南等地。该物种的模式产地在缅甸。[3]
- 青头鹦鹉指名亚种（学名：Psittacula  himalayana himalayana）